# Montagut i Oix
Montagut i Oix es un municipio español de la provincia de Gerona, en la comunidad autónoma de Cataluña. Situado en la comarca de La Garrocha, tiene una población de 1000 habitantes (INE 2024).
Antiguamente era llamado Montagut de Fluviá.[cita requerida] En 1972 el municipio de Montagut absorbió al de Oix. El municipio resultante pasó a denominarse a partir del 15 de noviembre de 2002 Montagut i Oix.
El municipio de Montagut i Oix está formado por dos localidades, Montagut, en la parte baja de la Garrocha, y Oix, en la Alta Garrocha. La distancia entre los dos pueblos es de unos 15 km. El municipio tiene otros núcleos de población diseminados o barrios.

## Geografía
Integrado en la comarca de La Garrocha, su capital, Montagut, se sitúa a 47 kilómetros de Gerona. El término municipal está atravesado por la autovía Pirenaica (A-26) y la carretera nacional N-260, además de por carreteras locales que conectan con Tortellá y San Jaime de Llierca. 
| Noroeste: Camprodon                                      | Norte: Francia y Albañá  | Nordeste: Albañá                           |
| Oeste: Vall de Vianya                                    |                          | Este: Albañá, Sales de Llierca y Tortellá  |
| Suroeste: Castellfollit de la Roca y San Juan de Fuentes | Sur: San Juan de Fuentes | Sureste: Argelaguer y San Jaime de Llierca |

La mayor parte del relieve del municipio es terreno montañoso, que forma parte de la Alta Garrocha. En este sector existen numerosas rieras tributarias del río Llierca, que acaba marcando el límite oriental del territorio. El sector meridional es más llano por la presencia del río Fluviá, aunque también se incluye parte de las sierras abruptas que se encuentran al sur del río, incluyendo la montaña de Canemás (459 metros) y otras que superan los 600 metros.  La altitud oscila entre los 1558 metros, en la frontera francesa (Puig Comanegra), y los 200 metros a orillas del río Fluviá. La capital municipal se alza a 276 metros sobre el nivel del mar.  

## Entidades de población
- Montagut
- Oix
- Els Angles
- Els Vilars
- Carrera
- El Cós
- Fluviá
- Llierca
- Monars
- Sant Eudald de Jou
- San Miquel de Pera
- Santa Bàrbara de Pruneres
- Talaixà
- Toralles

## Demografía
Montagut i Oix cuenta con una población de 1000 habitantes (INE 2024).
| Gráfica de evolución demográfica de Montagut i Oix entre 1842 y 2021 |
| |
| Población de derecho según los censos de población del INE Población de hecho según los censos de población del INEEntre el censo de 1857 y el anterior, crece el término del municipio porque incorpora a Torallas Entre el censo de 1981 y el anterior, crece el término del municipio porque incorpora a Oix |

## Patrimonio

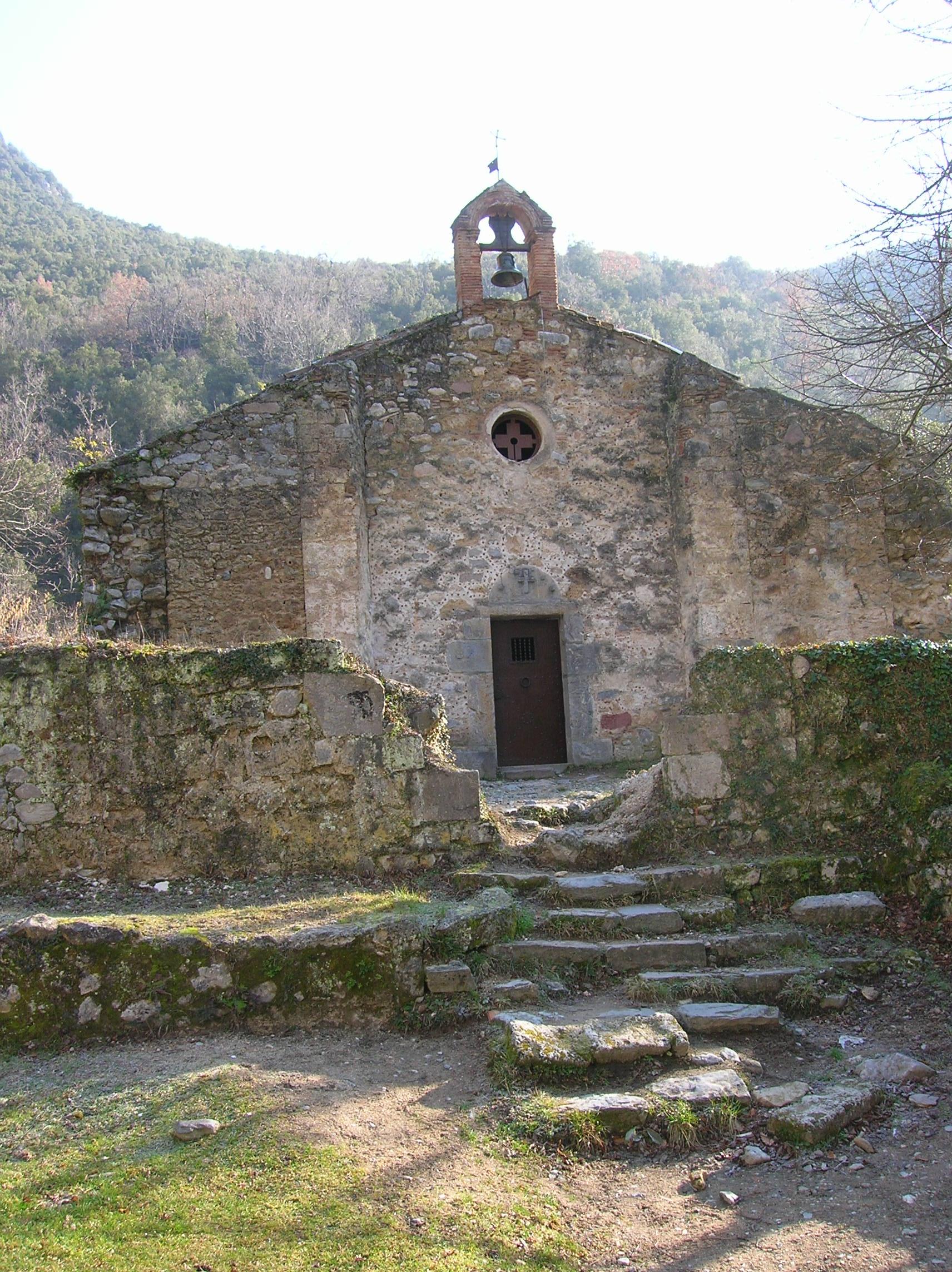
Iglesia

- Parroquia de San Pere de Montagut. Siglo X.
- Iglesia de Sant Llorenç de Oix. Románico.
- Monasterio de Sant Aniol d'Aguja. Fundado en el año 859 por el abad Racimir.

En su término se encuentran abundantes iglesias románicas, declaradas monumentos histórico-artísticos:
- Iglesia de Santa María del Cos
- Iglesia de Sant Eudald de Jou
- Iglesia de Santa Bárbara de Pruneres
- Iglesia de Sant Feliu de Riu
- Iglesia de San Miguel de Hortmoier
- Iglesia de San Miguel de la Pera
- Santa María d'Escales
- Nostra Senyora de les Agulles
- Iglesia de Sant Martí de Talaixà (reconstruida en 2009)